# 각북초등학교
각북초등학교는 대한민국 경상북도 청도군 각북면 헐티로 787 (남산리)에 있었던 초등학교이다.

## 연혁
- 1935년 10월 8일 각북공립보통학교(4년제) 개교(설립인가 9월 11일)
- 1938년 4월 1일 각북공립심상소학교로 개칭
- 1940년 4월 1일 6년제로 개편
- 1941년 4월 1일 각북공립국민학교로 개칭
- 1996년 3월 1일 각북초등학교로 개칭
- 1998년 3월 1일 덕산초등학교로 통폐합